# جاکوپو جولیانی
جاکوپو جولیانی (انگلیسی: Jacopo Giuliani؛ زادهٔ ۹ ژانویهٔ ۱۹۹۹) بازیکن فوتبال است.
از باشگاه‌هایی که در آن بازی کرده‌است می‌توان به باشگاه فوتبال اسپتزیا اشاره کرد.